# ساره عیدان
ساره عیدان (به انگلیسی: Sarah Idan) (زاده ۴ فوریهٔ ۱۹۹۰) مدل، موسیقی‌دان، مجری تلویزیونی و ملکه زیبایی عراقی-آمریکایی است.
او نماینده عراق در مسابقه دوشیزه جهان ۲۰۱۷ بود.
ساره عیدان، ملکه زیبایی سابق عراق، برای ورود به انتخابات مجلس نمایندگان آمریکا از منطقه ۳۰ کالیفرنیا در سال ۲۰۲۴ نامزد شد.او خود را یک مسلمان سکولار، حامی اسرائیل و یک صهیونیست سرسخت تعریف می‌کند.